# Gesellschaft für Systems Engineering
Die Gesellschaft für Systems Engineering e. V., kurz GfSE fördert als gemeinnützige Organisation Wissenschaft und Bildung im Bereich des Systems Engineering in Industrie, Forschung und Lehre.
Die GfSE ist mit dem International Council on Systems Engineering (INCOSE) assoziiert. Sie vertritt die INCOSE als German Chapter im deutschsprachigen Raum. Die GfSE partizipiert an den Aktivitäten von INCOSE auf europäischer und internationaler Ebene und offeriert ein deutschsprachiges Dienstleistungsangebot zum Thema Systems Engineering.

## Ziele
Ziel der GfSE ist es, „Systems Engineering im deutschsprachigen Raum zur bestmöglichen Anwendung und Weiterentwicklung zu bringen und ein Forum für Verbreitung und Austausch von Wissen und Erfahrungen zum Systems Engineering zu bieten“. Dazu veranstaltet die Gesellschaft regelmäßige Treffen der Mitglieder in Form von Konferenzen und Workshops. So hat sich etwa im März 2018 die Anzahl der korporativen GfSE-Mitglieder (Firmen und Institute) auf über 70 belaufen (darunter bekannte Namen wie Audi, Continental, Hella und ZF). Das Knüpfen von Kontakten mit Hochschulen, Universitäten und Forschungseinrichtungen sowie die Ingangsetzung regulärer Zusammenarbeit ist ebenfalls Teil der Arbeit der GfSE. Zusätzlich erarbeitet die GfSE Standards für das Systems Engineering, Zertifizierungen, Publikationen und beteiligt sich international auch an Standardisierungsaktivitäten. Seit 2017 ist die GfSE auch ein Contributing Member der Object Management Group (OMG) und gestaltet die Entwicklung von OMG-Standards zum Systems Engineering aktiv mit. Für die Ingenieur-Disziplin des Systems Engineering gab es nach den Worten des Ex-GfSE-Vorsitzenden auf den GfSE-Veranstaltungen Interesse und Zulauf.
Die bekannteste Publikation der GfSE ist die deutsche Übersetzung des INCOSE Systems Engineerung Handbuch, das zur Ausbildung und Zertifizierung des Berufsbild des Systemingenieurs als Grundlage dient.

## Veranstaltungen der GfSE

### Tag des Systems Engineering
Der Tag des Systems Engineering ist eine jährlich seit 2001 durch die GfSE organisierte Konferenz mit mehreren hundert Teilnehmerinnen und Teilnehmern, bei der Themen des Systems Engineering vorgetragen und diskutiert werden. Der TdSE stellt die größte Konferenz zum Systems Engineering im deutschsprachigen Raum dar, jährlich ausgerichtet an wechselnden Standorten. Sein internationales Pendant ist das INCOSE Symposium – das durch die Mutterorganisation der GfSE „INCOSE“ weltweit an wechselnden Standorten jeden Sommer (meist im Monat Juli) ausgerichtet wird.
Der TdSE hat sich kontinuierlich über die Jahre weiterentwickelt. War es zunächst eine Möglichkeit zusätzlich zur Mitgliederversammlung einen qualifizierten Expertenaustausch anzubieten, hat er sich in den Folgejahren kontinuierlich zu einem eigenständigen Event weiterentwickelt: Bis zu 500 Teilnehmerinnen und Teilnehmer aus den verschiedensten Branchen netzwerken an 2 Tagen und einem vorgeschalteten Tutorialtag – immer im Blick die Best Practices und Weiterentwicklung im Themenfeld Systems Engineering. Highlight ist dabei der im GfSE-Verlag erscheinende Tagungsband. Während an den beiden Konferenztagen Fachbeiträge im Mittelpunkt stehen, sind am Tutorialtag und im Begleitprogramm viele attraktive Programmpunkte enthalten, die zum Mitmachen aktivieren, bspw. Tutorials, Tool Vendorprojekt (seit 2013), World Cafés und der Systems Engineering BestPracticeCircle (SE-BPC) als Forum von SE-Anwendern zum vorwettbewerblichen Austausch zu SE-Themen. Die bis zu 500 Teilnehmerinnen und Teilnehmer rekrutieren sich aus dem Mitgliedermix der GfSE: GfSE-Mitglieder und Anwender aus der Industrie, Wissenschaft/Forschung, Beratung/Tool Vendoren.

### GfSE Workshop
Anfang jedes Jahres veranstaltet die GfSE Workshops, wo sich die Mitglieder der verschiedenen Arbeitsgruppen innerhalb der GfSE treffen, um Themen rund um das Systems Engineering inhaltlich voranzutreiben.

### SE-BPC: Der Systems Engineering Best Practice Circle
Erstmalig in Graz bei der AVL List GmbH im Dezember 2013 organisiert durch Andrea Denger, Dirk Denger und Dr.-Ing. Christian Tschirner hat sich der SE-BPC zu einem festen Bestandteil der GfSE-Community entwickelt. 2 Mal im Jahr treffen sich Anwenderinnen und Anwender aus der produzierenden Industrie und geben Einblicke in Best Practices der SE-Anwendung und verwandter Themen. Der SE Best Practice Industriekreis (SE-BPC) setzt sich aus Firmen zusammen, die den Bereich SE sichtbar und im Unternehmen praktisch anwendbar machen wollen. Tool-Vendoren, Berater und Hochschulvertreter nehmen an diesem Kreis nur auf Einladung teil. Dadurch ist sichergestellt, dass sich die Industrievertreter offen über Erfolge, aber auch Herausforderungen austauschen.
Der BPC trifft sich immer am Vortrag des TdSE, im Sommer findet zudem i. d. R. ein Treffen bei einem BPC-Mitglied statt.
BPC-Austragungsorte nach Jahren, Ort, Monat
- 2013 – Graz – AVL List  GmbH, Dezember
- 2014 – Mannheim – John Deere Werke Mannheim, Juli
- 2015 – Velbert – Huf Schließsysteme, Juni
- 2016 –
- 2017 –
- 2018 –
- 2019 –
- 2020 –
- 2021 –
- 2022 –
- 2023 – Lengau (AUT), PALFINGER AG, Juni
- 2023 – Würzburg, TdSE 2023, November

## Standards der GfSE
Die GfSE hat bereits mehrere Standards mit auf den Weg gebracht. Dazu gehören
- Die ISO-Norm ISO 15288 (System- und Software-Engineering – System-Lebenszyklus-Prozesse)[14] – gemeinsam mit INCOSE und der ISO-Organisation.
- Die Zertifizierung SE-ZERT Certified Systems Engineer (GfSE).[15] Dieses Zertifikat soll insbesondere dabei helfen, gemeinsame Wissensstandards bei Systemingenieurinnen und -ingenieuren sicherzustellen und damit auch auf dem Arbeitsmarkt eine Vergleichbarkeit bei der Personalfindung im Bereich des Systems Engineering zu ermöglichen.
- Die Specification Integration Facility (SpecIF), ein Standard zum Austausch von Daten im Systems Engineering.

## Der Vorstand: Vorsitzende und Stellvertretende Vorsitzende
Vorsitzende der GfSE
- 2002–2004: Andrea Schindler
- 2004–2009: Dr.-Ing. Dieter Scheithauer
- 2009–2019: Sven-Olaf Schulze
- seit 2019: Walter Koch[16]

Stellvertretende Vorsitzende der GfSE
- 2004–2009: Sven-Olaf Schulze
- 2009–2010:  Jan Witte
- 2010–2015: Dr.-Ing. Maik Maurer
- 2015–2020: Dr.-Ing. Christian Tschirner
- 2020–2021: Antje Standke
- seit 2021: Daria Wilke